# Mike Lobel
Michael Ryan "Mike" Lobel (ur. 7 marca 1984 w Toronto) – kanadyjski aktor telewizyjny i filmowy.
Jest najstarszy z trojga rodzeństwa. W latach 1998–2003 uczęszczał do prestiżowej Etobicoke School of the Arts w Toronto. Studiował aktorstwo z Jockiem MacDonaldem w Carter Thor Studios w Los Angeles. Na dużym ekranie debiutował w dramacie Twist (2003) u boku Nicka Stahla. Sławę zawdzięcza roli Jaya Hogarta w serialu Degrassi: Nowe pokolenie (Degrassi: The Next Generation, 2003–2007).

## Filmografia
- Degrassi Goes Hollywood, 2009 jako Jay Hogart
- Degrassi: Nowe pokolenie (Degrassi: The Next Generation, 2001) jako Jay Hogart
- Twist (2003) jako Kid
- Droga do kariery (Brave New Girl, 2004) jako Ditz's Date
- Prom Queen: The Marc Hall Story (2004) jako Napoleon
- Decoys (2004) jako Sean Dwyer
- Niewinność na sprzedaż (Selling Innocence, 2005) jako Justin Johnson
- Booky Makes Her Mark (2006) jako Lorne